# إيرين ميركل
إيرين ميركل (بالإنجليزية: Irene Miracle)‏ هي منتجة أفلام وممثلة أمريكية، ولدت في 24 يناير 1954 في الولايات المتحدة.

## أعمال

### أفلام
- (1978) قطار منتصف الليل

## وصلات خارجية
- إيرين ميركل على موقع IMDb (الإنجليزية)
- إيرين ميركل على موقع أول موفي (الإنجليزية)
- إيرين ميركل على موقع قاعدة بيانات الفيلم (الإنجليزية)